# Distrito de Miraflores (Huamalíes)
Miraflores es un distrito (municipio) situado en la provincia de Huamalíes, en el departamento de Huánuco, Perú. Según el censo de 2017, tiene una población de 3127 habitantes.
El distrito fue creado el 15 de julio de 1936.
Tiene una superficie total de 96.74 km².

## Autoridades

### Municipales
- 2023 - 2026
  - Alcalde: Carlos Carhuapoma Ramos (Avanza País)[4]

- 2011 - 2014[5]
  - Alcalde: Alejandro Santos Huanca, del Partido Democrático Somos Perú (SP).
  - Regidores: Joaquín Lázaro Castro (SP), Aquiles David Velásquez Ramírez (SP), Víctor Javier Calixto (SP), Vilma Olinda Huanca Celestino (SP), Santiago Gavino Vargas (Luchemos por Huánuco).
- 2007 - 2010
  - Alcalde: Filomón Castro Evangelista,[6] del Frente Amplio Regional.